# Cristarmadillo pardii
Cristarmadillo pardii är en kräftdjursart som beskrevs av Ferrara, Schmalfuss och Stefano Taiti 1987. Cristarmadillo pardii ingår i släktet Cristarmadillo och familjen Armadillidae. Inga underarter finns listade i Catalogue of Life.